# Magnate P 708
Der Magnate P 708 ist ein Konzeptfahrzeug des US-amerikanischen Rennwagenherstellers Galmer Engineering, dessen Entwicklung etwa 2005 begann. Die jetzige Bezeichnung trägt das Auto seit 2010; vorher hieß es Galmer Arbitrage GT und Bizzarrini P 538. Die letztgenannte Modellbezeichnung sollte den Eindruck erwecken, das Auto sei die Neuauflage eines klassischen italienischen Rennsportwagens gleichen Namens. Die damit verbundene Hoffnung auf die Wiederbelebung der italienischen Sportwagenmarke Bizzarrini erfüllte sich nicht. Bis 2019 kam keine Serienproduktion zustande. Das Auto ist nach wie vor ein Einzelstück, das mittlerweile durch mehrere Hände gegangen ist.

## Entstehungsgeschichte

### Galmer Arbitrage GT / Cobra Arbitrage GT
Initiator des Projekts war Galmer Engineering, ein Rennwagenhersteller, der zu Beginn der 1990er-Jahre einige erfolgreiche Chassis für die IndyCar World Series konstruiert hatte. Seit Anfang der 2000er-Jahre erwog das Galmer-Management den Bau eines Supersportwagens mit Straßenzulassung. Galmer konstruierte zunächst ein Kunststoffchassis, das nach dem Mittelmotorkonzept ausgelegt war. Die Karosserie des Coupés entwarf der türkische Hobbydesigner Togay Yuvanc. Sie sollte ebenfalls aus Kunststoff bestehen und Schmetterlingstüren haben. Ein besonderes stilistisches Merkmal waren die dreieckförmigen Lufteinlässe in den Wagenflanken. Nachdem Galmer zunächst einen 3,2 Liter großen Sechszylindermotor von Audi hatte einbauen wollen, stellte das Unternehmen Ende 2006 auf einen 7,0 Liter großen Achtzylinder-V-Motor von General Motors um.
Galmer wollte das zunächst Arbitrage GT genannte Coupé in den USA als Bausatzauto verkaufen, um das aufwendige Zulassungsverfahren zu umgehen. Die Produktion der meisten Komponenten sollte aus Kostengründen in Thailand erfolgen. Als Lieferant wurde das südöstlich von Bangkok ansässige Unternehmen Cobra International ausgewählt, das in erster Linie als Hersteller von Surfbrettern bekannt ist.
Der Galmer Arbitrage GT wurde in der US-amerikanischen Presse kritisch besprochen. Kommentatoren sahen die Verkaufschancen für einen Supersportwagen, der aus thailändischen Einzelteilen vom Käufer selbst zusammenzubauen war, auch wegen des fehlenden Prestiges der Marke Galmer als gering an. Tatsächlich gelang es Galmer nicht, Investoren für den Arbitrage GT zu finden. In dieser Form wurde das Auto letztlich nicht realisiert. Im Ergebnis entstand nur die Bodengruppe des Sportwagens; bezüglich der Karosserie blieb es in diesem Stadium bei Computeranimationen.
Daneben gibt es Quellen, ausgehend von einer Presseerklärung von Cobra International vom Jahresanfang 2006, nach denen das Fahrzeug ursprünglich als Cobra Arbitrage GT vorgestellt wurde. Darin wurde eine Serienfertigung des Sportwagens ab 2008 in einer limitierten Auflage von 350 Stück angekündigt; als Motorisierung sollte das Triebwerk des VW Golf R32, ein VR-Sechszylindermotor mit 3,2 Liter Hubraum dienen, wahlweise als Saugmotor mit einer Leistung von 184 Kilowatt (250 PS) oder mit einfacher oder doppelter Turboaufladung mit bis zu 404 Kilowatt (550 PS). Als maßgebliche Gestalter und Konstrukteure wurden die Nordamerikaner Kevin Gallahan und Alan Mertens genannt.

### Bizzarrini P 538

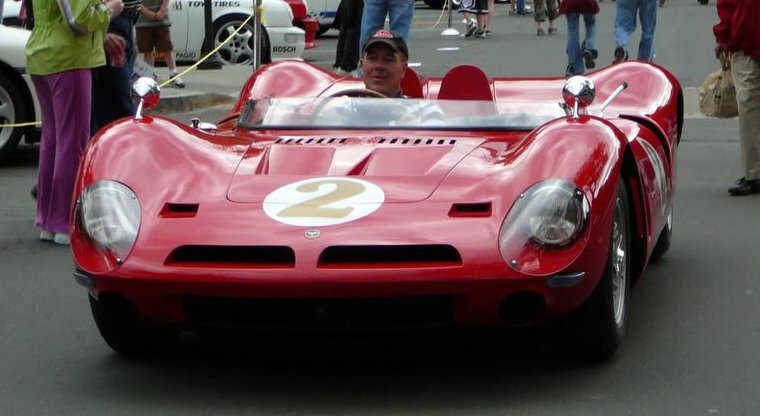
Namensgeber und stilistisches Vorbild: Bizzarrini P 538 von 1967

2007 kam es zu einer Neuausrichtung, in deren Verlauf Galmer das Design von Togay Yuvanc verwarf. Zusammen mit dem deutschen Designer Stefan Schulze entstand die Idee, den Wagen mit veränderter Karosserie als Neuauflage eines klassischen europäischen Sportwagens zu vermarkten. Auf diese Weise sollte der „Aspekt Kit Car aus Thailand in den Hintergrund gerückt“ werden. Zunächst wollte Galmer den Wagen als eine neue Version des in den USA sehr bekannten De Tomaso Pantera deklarieren. Dieser Ansatz scheiterte, weil mit De Tomaso keine Einigung über die Namensrechte erzielt werden konnte.
Im folgenden Jahr erwarb Galmer von dem italienischen Automobilkonstrukteur Giotto Bizzarrini das Recht zur Nutzung des Namens Bizzarrini und der Modellbezeichnung P 538, die ursprünglich für einen 1966 vorgestellten offenen Rennwagen verwendet worden war. Der werksseitig in wohl nur vier Exemplaren hergestellte Bizzarrini P 538 von 1966 ist weitaus weniger bekannt als der De Tomaso Pantera, und hinsichtlich seiner Produktion gibt es einige Unklarheiten und Ungereimtheiten. Gleichwohl gilt er als „legendärer Klassiker“ und Giotto Bizzarrinis „Meisterwerk“. Stefan Schulze entwarf daraufhin für das Galmer-Chassis eine neue Karosserie im Barchetta-Stil, die einige Designmerkmale des P 538 von 1966 aufgreift. Dazu gehören die beiden ausgeprägten Kopfstützen und Details der Frontverkleidung. Im Bereich der seitlichen Lufteinlässe hat Schulzes Karosserie allerdings Ähnlichkeiten mit Togay Yuvancs ursprünglichem Entwurf.
Anders als Yuvancs Arbeit wurde Stefan Schulzes Entwurf verwirklicht. Mit dieser Karosserie wurde der rot lackierte, nicht fahrbereite Sportwagen 2009 auf der Motor Expo in der thailändischen Hauptstadt Bangkok als Bizzarrini P 538 ausgestellt. Die zeitgenössische Presse ordnete das Galmer-Projekt daraufhin vielfach als Neuauflage des klassischen Bizzarrini P 538 ein und prognostizierte das Wiederaufleben der Marke Bizzarrini. Einige Berichte ordneten den Wagen auch unmittelbar Giotto Bizzarrini zu und behaupteten, er sei an der Entwicklung beteiligt gewesen oder habe das Auto selbst konstruiert. Der Designer Stefan Schulze bestätigt das nicht.
In den folgenden Monaten kam es zu einer Auseinandersetzung zwischen Galmer und Giotto Bizzarrini, in deren Folge Galmer „auf kuriose Weise“ die Rechte zur Nutzung des Begriffs Bizzarrini P 538 verlor.

### Magnate P 708

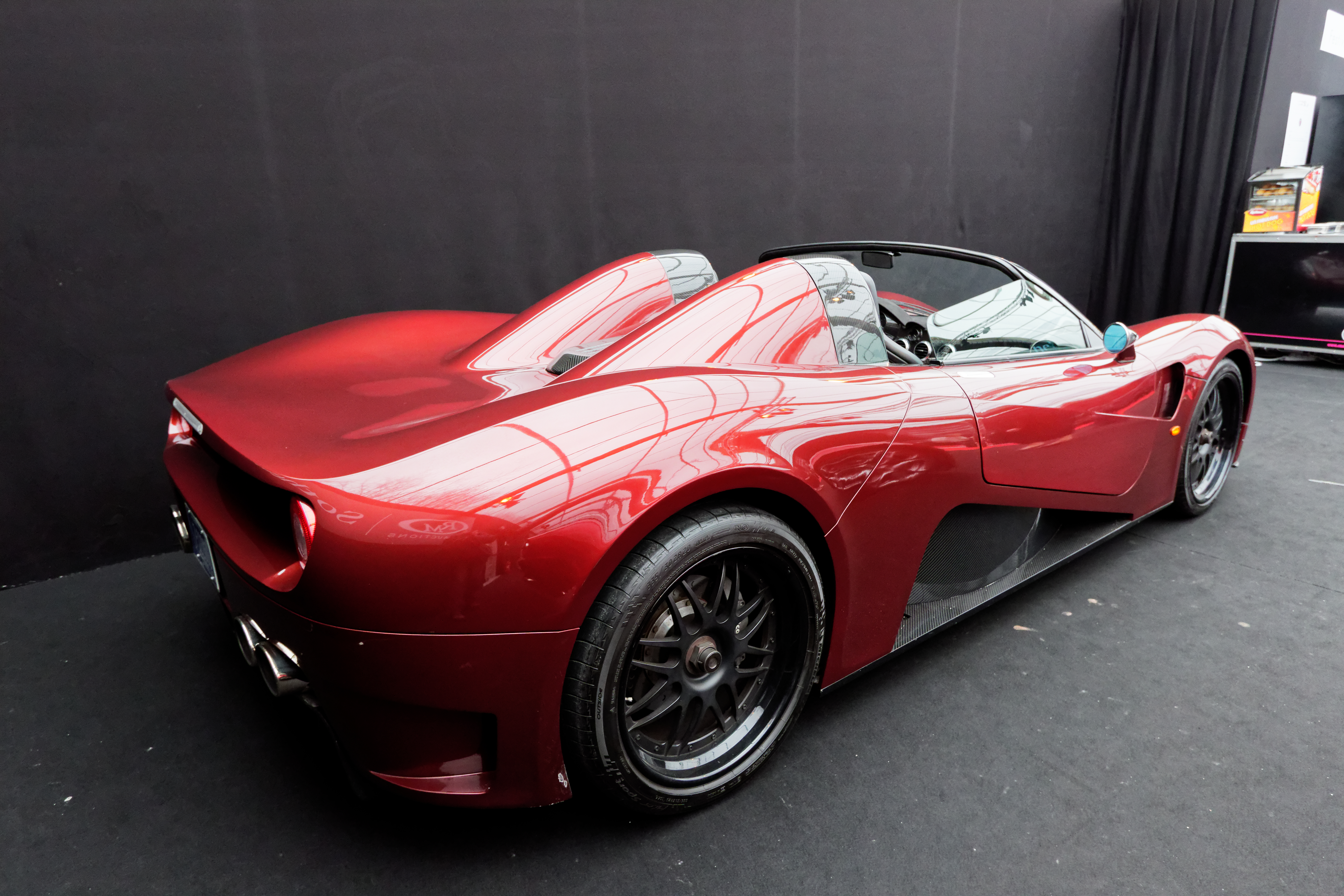
Magnate P 708 (2018)

2010 erfolgte eine erneute Umbenennung; das äußerlich und technisch unveränderte Auto heißt seitdem Magnate P 708. Einer Quelle zufolge ist der neue Name von dem thailändischen Unternehmen Siam Intermagnate abgeleitet. Die Modellbezeichnung folgt strukturell der des (ursprünglichen) Bizzarrini P 538: Die ersten beiden Ziffern geben den Hubraum an, die letzte Ziffer steht für die Zahl der Zylinder.
Der Magnate P 708 stand einige Jahre bei einem Spezialisten in Nürnberg, der die Elektrik entwickeln und einbauen sollte. Die Arbeiten wurden allerdings nicht zu Ende gebracht. 2013 übernahm ein Sammler den Wagen, der zu dieser Zeit zerlegt war. Er ließ das Auto in den folgenden Jahren in den USA wieder zusammenbauen und fahrbereit machen.
Im Februar 2018 wurde der Wagen unter der Bezeichnung Magnate P 708 auf einer Auktion in Paris zum Verkauf angeboten. Der Schätzpreis lag bei 300.000 bis 600.000 €. Das Auto fand hier keinen Abnehmer.

## Modellbeschreibung
Der Magnate P 708 hat ein Chassis und eine Karosserie aus Kunststoff. Er ist als offener Zweisitzer gestaltet und hat Schmetterlingstüren.
Angetrieben wird das Auto von einem 7,0 Liter (7012 cm³) großen Achtzylinder-V-Motor, der aus dem Chevrolet Corvette Z06 stammt und in Mittelmotorposition zwischen Fahrgastzelle und Hinterachse eingebaut ist. In der Werksversion leistet er 376 kW (512 PS). Galmer kündigte in einer Pressemitteilung zum Arbitrage GT an, dass eine Leistungssteigerung auf bis zu 590 kW (800 PS) möglich sei. Es gibt aber keine Hinweise darauf, dass der im Prototyp eingebaute Motor tatsächlich getunt worden ist.